# Echolocatie

Animatie van echolocatie

Echolocatie is het vermogen van bepaalde dieren om voorwerpen te lokaliseren door zelf geluid uit te zenden, en te luisteren naar de echo die wordt ontvangen door hun oor.
Echolocatie wordt gebruikt om de plaats van obstakels te kunnen bepalen, of om een prooi of roofdieren te kunnen "zien".
Dieren die echolocatie kunnen gebruiken zijn vleermuizen, dolfijnen en sommige walvissen. Hoewel vleermuizen en walvissen relatief weinig verwant zijn, is het genetisch profiel voor echolocatie gelijkaardig. Bij deze convergente evolutie zijn dezelfde genen gemuteerd om echolocatie mogelijk te maken. Twee vogelgroepen gebruiken ook echolocatie om te vliegen door grotten, namelijk gierzwaluwen uit het geslacht Aerodramus (onder andere de eetbaar-nestsalangaan) en de vetvogel (Steatornis caripensis) een nachtzwaluwachtige vogel.
Vleermuizen zenden ultrasone pulsen uit, maar zij gebruiken ook andere technieken. Zo kunnen zij hun lijf, hun kop of hun oorschelpen heen en weer bewegen. Daarmee kunnen ze een verbetering van de ruimtelijke informatie bereiken (in afstand en locatie) en in een betere resolutie. Ze kunnen ook de frequentie van het uitgezonden geluid variëren.
Dolfijnen zenden gefocusseerde klikgeluiden uit. Zij ontvangen de echo via hun onderkaak. Als zij het voorwerp dichter naderen, beschermen zij hun ontvanger tegen de luidere echo door het volume van de uitgezonden klikgeluiden te verlagen. Vleermuizen doen dit niet, maar die kunnen de gevoeligheid van hun oren verlagen als de echo te luid wordt.

## Wat waargenomen wordt
Het zintuig dat echolocatie mogelijk maakt, is zeer geavanceerd. Dieren die dit gebruiken krijgen veel meer informatie dan bijvoorbeeld een blinde die zich tastend voortbeweegt. Een beter beeld voor de waarneming met echolocatie zou zijn een persoon die in het donker loopt met een sterke zaklantaarn. De dieren zien waarschijnlijk een duidelijk landschap, ook nog in kleur, hoewel de kleuren anders zijn dan de kleuren van licht.
Vleermuizen krijgen extra informatie uit de fasedraaiingen van de echo, die bijvoorbeeld wordt veroorzaakt door insecten die met hun vleugels bewegen. Deze faseverschillen "kleuren" het terugontvangen geluid. Vlakke objecten en temperatuurinversies in water fungeren als spiegels voor het uitgezonden geluid. Onder water kan geluid zich zeer ver voortplanten. Door deze effecten kunnen dieren met echolocatie dingen waarnemen die mensen absoluut niet kunnen zien of horen.